# Madeline (film, 1989)
Pour les articles homonymes, voir Madeline.

Madeline est un dessin animé canadien réalisé par Stephan Martinière et diffusé sur la télévision américaine en 1989. Il s'agit d'une adaptation de la série éponyme de livres pour la jeunesse créée par Ludwig Bemelmans. L'histoire suit la vie quotidienne d'une petite fille, Madeline, dans une école à Paris.

## Synopsis
C'est l'aventure de la petite Madeline qui est integrée dans un internat pour jeune fille.

## Fiche technique
- Titre original : Madeline
- Titre français : Madeline
- Réalisateur : Stephan Martinière
- Scénario : Judy Rothman Rofé, d'après les personnages créés par Ludwig Bemelmans
- Musique : Joe Raposo
- Pays d'origine :  Canada et  France
- Sociétés de production : DIC Enterprises
- Distribution : HBO (États-Unis, télévision)
- Sortie : 1989
- Genre : dessin animé
- Format : Couleur
- Visible par des enfants

## Distribution

### Voix originales
- Christopher Plummer : Narrator (Narrateur)
- Marsha Moreau : Madeline
- Tara Charendoff : Chloe
- Wendy Lands : Danielle, Nicole, et les autres petite filles
- Judith Orban : Miss Clavel (Madamoiselle Clavel)
- Daccia Bloomfield
- Rob Cowan
- Loretta Jalefice
- Linda Kash
- John Stocker

### Voix françaises
- Christian Alers : Narrateur
- Chloé Berthier : Madeline, Danielle
- Ingrid Donnadieu : Chloe, Nicole
- Morganne Flahault : Lulu, Yvette
- Marilou Berry : Monique, Anne
- Barbara Tissier : Janine
- Joëlle Guigui : Ellie
- Sauvane Delanoë : Nona
- Marie-Eugénie Maréchal : Sylvie
- Arlette Thomas : Madamoiselle Clavel
- Michel Bedetti
- Françoise Blanchard
- Claude Chantal
- Érik Colin
- Perrette Pradier